# تاریخ تایلند

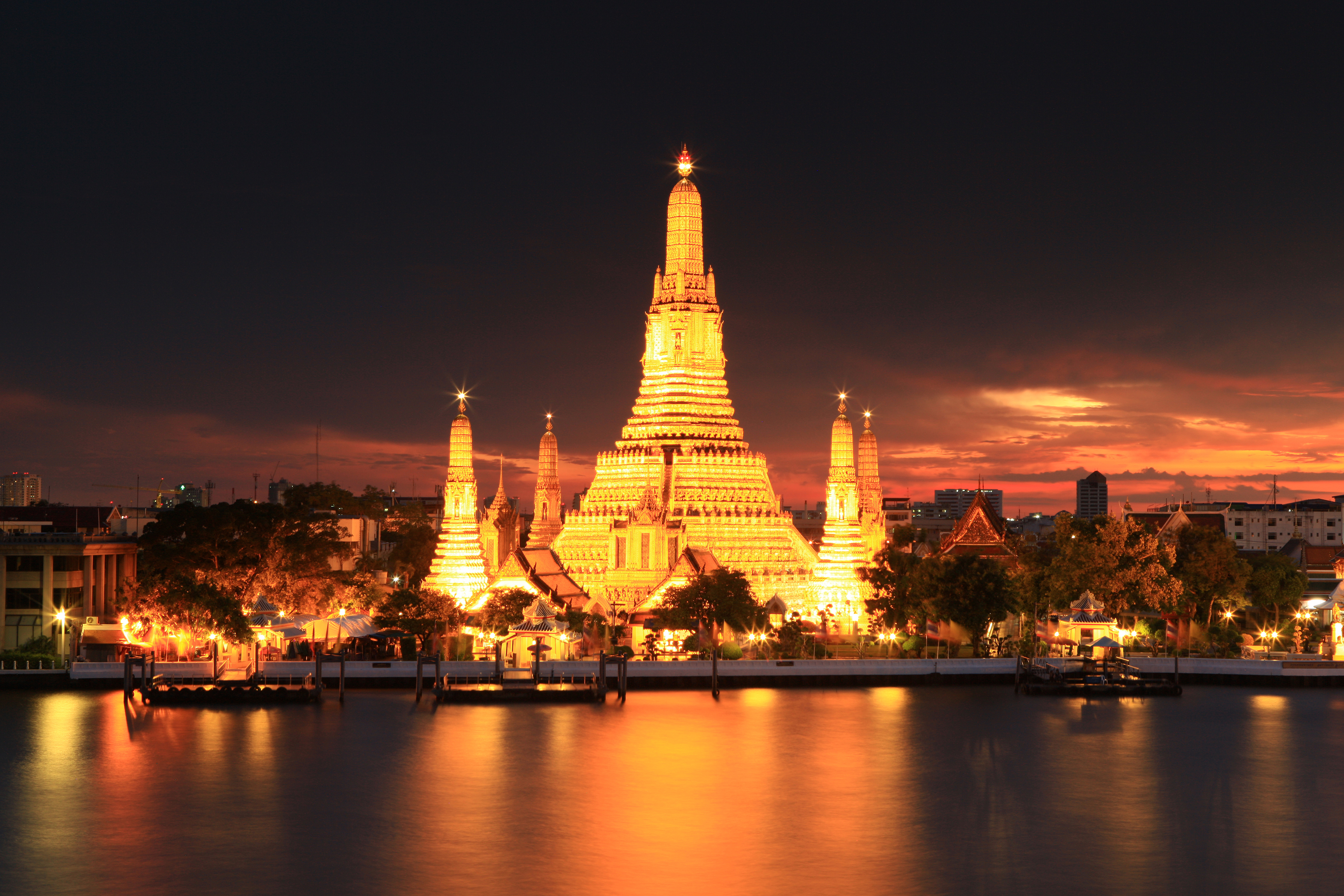
وات آرون معبدی است که نام خود را از خدای هندو Aruṇa گرفته‌است.

مردم تایلند، که در ابتدا در امپراتوری خمر زندگی می‌کردند، طی یک دوره از قرن‌های متمادی به سرزمین اصلی آسیای جنوب شرقی مهاجرت کردند. کلمه سیام (تایلندی: สยาม آرتی‌جی‌اس: Sayam) ممکن است از پالی (suvaṇṇabhūmi، "سرزمین طلا") گرفته شده باشد، که احتمالاً همان ریشه‌شان و Ahom است. ژیانلو نام پادشاهی شمالی با محوریت استان سوکوتای و ساوانکالوک بود، اما برای خود تایلندی‌ها، نام این کشور همیشه مونانگ تایلند بوده‌است.
پس از فتح مالاکا در سال ۱۵۱۱، پرتغالی‌ها یک مأمور دیپلماتیک را به آوتیتایا اعزام کردند. یک قرن بعد، در ۱۵ اوت ۱۶۱۲، گلوب، بازرگان شرکت هند شرقی که نامه ای از پادشاه جیمز اول داشت، وارد «کشتی‌گاه سیام» شد.
پادشاهی‌های هندوستان مانند مون، امپراتوری خمر و ایالت مالایی شبه جزیره مالایی و سوماترا بر این منطقه حاکم بودند. تایلندیها ایالتهای خود از جمله جینیانگ، پادشاهی سوخوتای، پادشاهی چیانگ مای، لان نا و پادشاهی آیوتایا را تأسیس کردند. این ایالت‌ها با یکدیگر جنگیدند و مورد تهدید مداوم خمرها، برمه و ویتنام قرار گرفتند. پس از پایان سلطنت مطلق در سال ۱۹۳۲، تایلند شصت سال از قدرت نظامی تقریباً دائمی را قبل از استقرار یک سیستم منتخب دولت دموکراتیک تحمل کرد. در سال ۲۰۱۴، یک کودتای دیگر در این کشور رخ داد.

## تایلند ماقبل تاریخ
پیش از مهاجرت انسان به سمت جنوب اقوام تای از یون‌نان در قرن ۱۰، سرزمین اصلی آسیای جنوب شرقی هزاران سال خانه ای برای جوامع مختلف بومی بوده‌است. کشف فسیل‌های انسان راست‌قامت مانند مرد لمپنگ نمونه ای از هومینیدهای باستانی است. بقایای آنها برای اولین بار هنگام حفاری در استان لامپانگ کشف شد. این یافته‌ها تقریباً از ۱۰۰۰٬۰۰۰–۵۰۰٬۰۰۰ سال پیش در پلیستوسن قدمت یافته‌است. آثار باستانی سنگی به قدمت ۴۰۰۰۰ سال پیش از مناطق، از جمله تام لود راشلتر در مائه هونگ سون و لانگ رونگرین راکشتتر در کرابی، شبه جزیره تایلند به دست آمده‌است. داده‌های باستان‌شناسی بین ۱۸۰۰۰–۳۰۰۰ سال پیش در درجه اول از مکان‌های پناهگاه غارها و صخره‌ها ناشی می‌شود.

## تمدنهای باستانی

### دراواتی
رود چائو پرایا در تایلند که امروزه در مرکز آن قرار دارد، زمانی خانه فرهنگ مون دوارواتی بود که از قرن هفتم تا قرن دهم رواج داشت. وجود تمدن‌ها در تایلند مدت‌ها به فراموشی سپرده شده بودند که ساموئل بیل از بین نویسندگان چینی در آسیای جنوب شرقی متنی با عنوان "Duoluobodi" پیدا کرد. در اوایل قرن بیستم باستان شناسان به سرپرستی جورج کوئد در آنچه که در حال حاضر استان ناکون پاتوم است، حفاری‌هایی انجام داده و آن را به عنوان مرکز فرهنگ دوارواتی در نظر گرفتند. نام ساخته شده دوارواتی توسط یک کتیبه دوران سانسکریت حاوی نام "Dvaravati" تأیید شده‌است.

### سی کوتابون
در آسان مدرن، پادشاهی هندوستان، سی کوتابون، با پایتخت ناخون فانوم قیام کرد. قلمرو سی ختابون عمدتاً شامل شمال ایسان و لائوس مرکزی بود.

## تایلند کلاسیک
از حدود قرن ۱۰ تا قرن ۱۴ میلادی، تایلند از طریق یافته‌های باستان‌شناسی و تعدادی افسانه محلی شناخته می‌شود. در این دوره تسلط خمر بر بخش بزرگی از حوضه چائو فرایا و ایسان دیده می‌شد. گسترش قبایل تای و فرهنگ آنها به سمت جنوب نیز در دوره کلاسیک اتفاق افتاد.

## دوران جدید

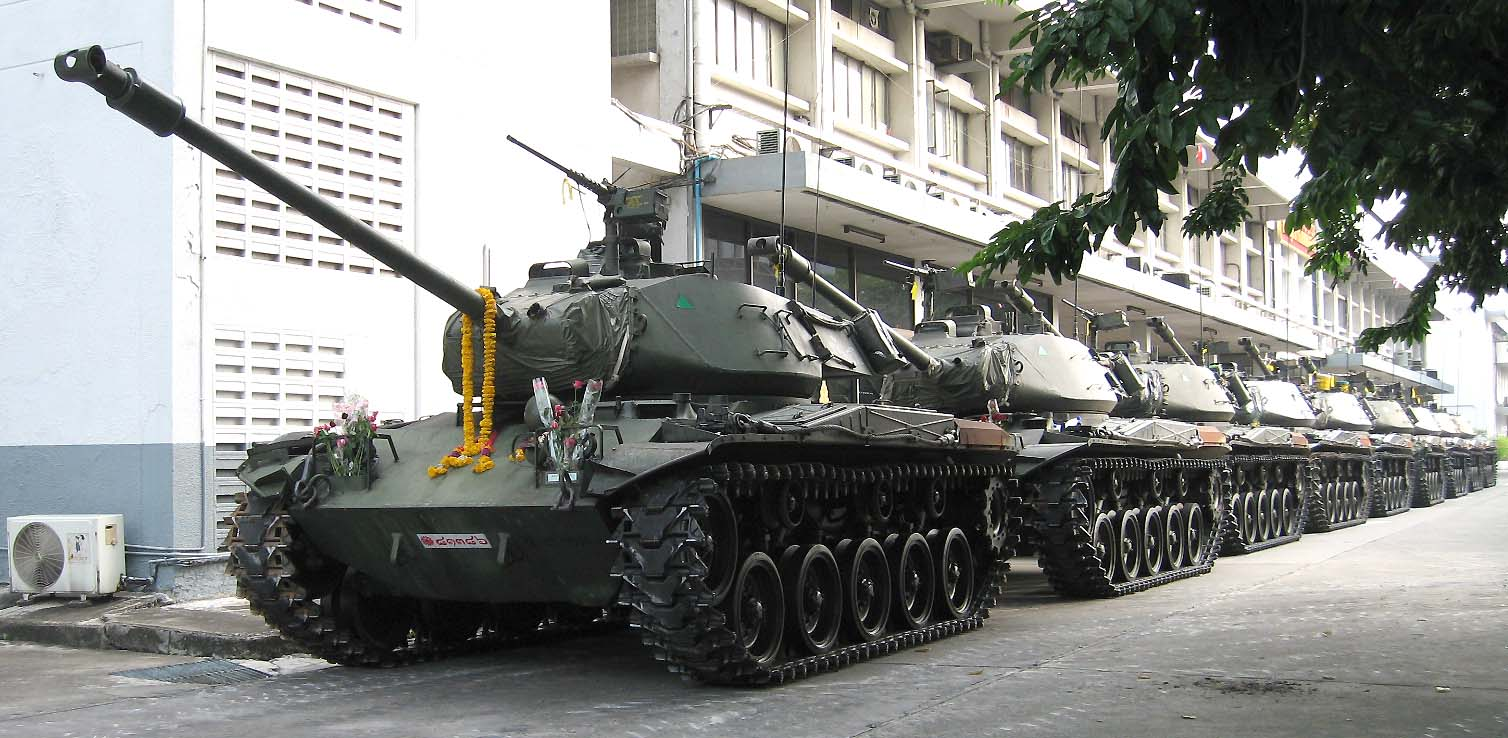
تایلند، بانکوک، 24 سپتامبر 2006. M41 واکر بولداگ پارک شده در محوطه وزارت دفاع.

### کودتای ۲۰۱۴ تایلند
در روز ۲۲ مه ۲۰۱۴، نیروهای نظامی سلطنتی تایلند، به رهبری پرایوت چان-او-چا، فرمانده ارتش پادشاهی تایلند (RTA) کودتایی را ترتیب دادند که ۱۲امین کودتا در تاریخ معاصر این کشور بود. این اتفاق پس از آن رخ داد که حکومت موقت تایلند، در پی شش ماه بحران سیاسی در کشور حکومت را به دست گرفته بود.

### بمب‌گذاری ۲۰۱۵ بانکوک
در ۱۷ اوت در معبد هندوها جایی که مجسمه فرا فرام خدای هندوها در آن قرار دارد در تقاطع راچا برسانگ و در ناحیه پاتام وان، بانکوک، تایلند رخ داد. این بمب‌گذاری ۲۰ نفر کشته و ۱۲۵ زخمی برجای گذاشت. بنابر گزارش پلیس تایلند دو مظنون دستگیر شدند، که دومین مظنون به بمب‌گذاری اعتراف کرد، اما بعدها اعتراف خود را رد کرد.